# إيرني بارسونز
إيرني بارسونز هو سياسي كندي، ولد في 5 يونيو 1946 في بيلفي في كندا. حزبياً، نشط في الحزب الليبرالي في أونتاريو ‏. وقد انتخب عضو برلمان مقاطعة أونتاريو.